# HD 208801
HD 208801 è una stella di magnitudine 6,22 situata nella costellazione dell'Aquario. Dista 120 anni luce dal sistema solare.

## Osservazione
Si tratta di una stella situata nell'emisfero celeste australe, ma molto in prossimità dell'equatore celeste; ciò comporta che possa essere osservata da tutte le regioni abitate della Terra senza alcuna difficoltà e che sia invisibile soltanto molto oltre il circolo polare artico. Nell'emisfero sud invece appare circumpolare solo nelle aree più interne del continente antartico. Essendo di magnitudine pari a 6,2, non è osservabile ad occhio nudo; per poterla scorgere è sufficiente comunque anche un binocolo di piccole dimensioni, a patto di avere a disposizione un cielo buio.
Il periodo migliore per la sua osservazione nel cielo serale ricade nei mesi compresi fra fine agosto e dicembre; da entrambi gli emisferi il periodo di visibilità rimane indicativamente lo stesso, grazie alla posizione della stella non lontana dall'equatore celeste.

## Caratteristiche fisiche
La stella, nonostante talvolta venga classificata come una nana arancione di sequenza principale, pare piuttosto che si sia già evoluta in subgigante o gigante; con una massa paragonabile a quella del Sole, le sue dimensioni sono notevolmente aumentate, mentre la temperatura superficiale è scesa a meno di 5000 K, come solitamente avviene quando le stelle terminano l'idrogeno interno al loro nucleo da convertire in elio, avviandosi verso gli stadi finali della loro esistenza.